# 对称集
在数学中，若一个群G的非空子集S包含其所有元素的逆元素，则称该子集S为对称集。
具体而言：
- 对于乘法群，若非空子集S满足：

{\displaystyle S=S^{-1}}
其中{\displaystyle S^{-1}=\{x^{-1}:x\in S\}}，则称S为对称的(英語：symmetric)。
- 对于加法群，若非空子集S满足：

{\displaystyle S=-S}
其中{\displaystyle -S=\{-x:x\in S\}}，则称S为对称的。
在向量空间的情况下，若子集S相对于该向量空间的加法群结构是对称的（即满足{\displaystyle S=-S=\{-x:x\in S\}}），则称S为对称的。

## 例子
- 在实数集R中，对称集包括：
  - 形如{\displaystyle (-k,k)}的区间，其中{\displaystyle k>0}
  - 整数集Z
  - 点集{\displaystyle \{-1,1\}}
- 向量空间中的任意向量子空间都是对称集
- 对于群G的任意子集S，集合{\displaystyle SS^{-1}}和{\displaystyle S^{-1}S}都是对称集